# Site archéologique du Monte Revincu
Le site archéologique du Monte Revincu est un site préhistorique situé sur la commune de Santo-Pietro-di-Tenda, dans le désert des Agriates, en Corse. Il comprend des monuments funéraires mégalithiques (dolmens et coffres) et des vestiges d'un habitat néolithique.

## Historique
Les dolmens du « Mont Revinco » ont été signalé pour la première fois par Adrien de Mortillet dès 1883. Selon de Mortillet, le site comporte alors au moins quatre dolmens mais à l'exception du dolmen de la Casa di l'Orcu les descriptions sont imprécises. Jusqu'en 1999, le site était occupé par un champ de tir de l'armée. À partir de 1996, le site est fouillé par la DRAC sous la direction de Franck Leandri. Les édifices ont été d'abord inscrits au titre des monuments historiques en avril 2016 puis classés en octobre 2018.

## Site archéologique
Le Monte Revincu domine le golfe de Saint-Florent au nord et la partie orientale des Agriates. Le site correspond à un petit plateau orienté nord-ouest/sud-est, étagé en paliers sur plus de 300 m, connu sous le nom de la Cima di Suarello, situé au pied du Monte Revincu, et fermé par un col au sud-est. Il regroupe sur une dizaine d'hectares des monuments funéraires (3 dolmens, 3 coffres authentifiés et 7 probables), 3 cercles de pierre, 1 menhir et 36 grandes structures rectangulaires. Les pierres de construction sont en orthogneiss d'origine locale, dont le feuilletage naturel a dû faciliter l'extraction en dalles, et en granite dit « granite de Tenda ».

## Structures mégalithiques
Elles sont réparties dans trois secteurs distincts : la « Casa di l'Orcu » et un coffre mégalithique baptisé « coffre C »  à l'extrémité ouest du site, la « Casa di l'Orca » et deux coffres mégalithiques baptisés « coffre A et B » à l'extrémité est, le dolmen de Cellucia, deux petits menhirs (dont un encore debout) et diverses structures au sommet du Monte Revincu. Tous les monuments se caractérisent par leur unité architecturale : usage de la pierre, plan rectangulaire, dalles dressées sur chant, empierrement en dallettes.

### Dolmen de la Casa di l'Urcu
L'édifice fut utilisé comme abri jusqu'au début du XXe siècle par des bergers qui y pratiquèrent divers aménagements (bergerie, enclos à cabris). Le dolmen a été endommagé dans les années 1950 par un tir d'obus. La chambre est délimitée par deux orthostates en contrebutée et une dalle de chevet. La quatrième dalle anciennement signalée par de Mortillet est désormais brisée. La chambre est recouverte d'une unique dalle de couverture comportant une vasque à son extrémité orientale. Selon de Mortillet, le dolmen comportait un dallage au sol qui aurait été détruit par des chercheurs de trésor lors de fouilles clandestines, celles-ci ayant aussi entraîné l'abaissement du niveau du sol et une déstabilisation de l'édifice. La chambre est enserrée dans un tumulus ovoïde, désormais arasé, de 10 à 12 m de diamètre. La fouille du tumulus a mis au jour quatre blocs disposés sur chant correspondant à un couloir désaxé dont l'extrémité est matérialisée par un seuil. À environ 1 m de la dalle de chevet, trois dalles plantées sur chant pourraient correspondre aux vestiges d'un monument plus ancien.
La couche archéologique de l'intérieur de la chambre a été complètement détruite par les excavations clandestines. La fouille n'a livré qu'un petit matériel lithique (fragments de lames et lamelles en silex, fragments de quartz et d'obsidienne) sans attribution chrono-culturelle précise et un lot de tessons de céramique correspondant à une vaisselle fine, soigneusement polie, très brillante, datée de la fin du Ve millénaire av. J.-C. ou du début du IVe millénaire av. J.-C..
Selon la tradition folklorique locale, le dolmen est « la maison de l'ogre » (La Casa di l'Urcu) qui en échange de la recette du brocciu donnée aux hommes aurait gardé sa liberté.

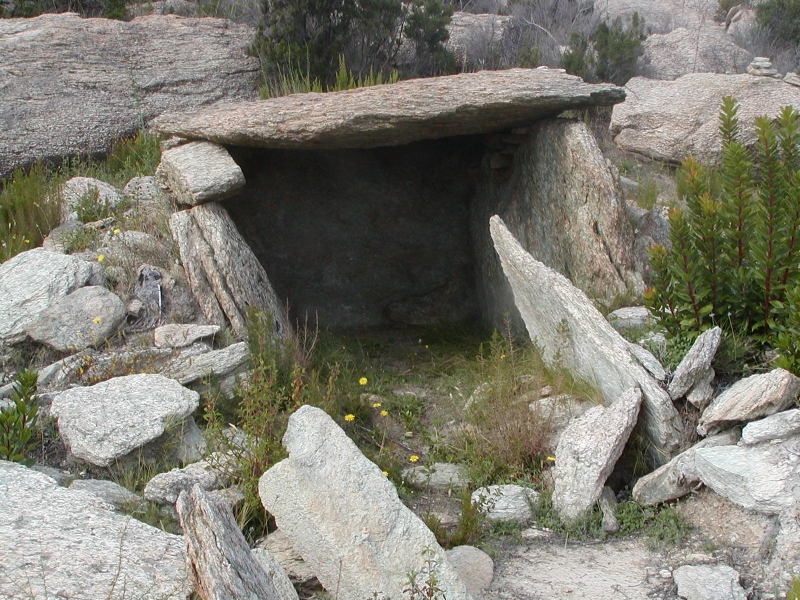
La Casa di l'Urca.

### Dolmen de la Casa di l'Urca
Il avait été signalé par de Mortillet mais son architecture demeurait totalement inconnue avant les fouilles de 1995 car l'édifice était totalement recouvert par la végétation. La chambre est délimitée par deux orthostates en contrebutée et une dalle de chevet, le tout recouvert d'une unique table de couverture. Le dolmen est enserré dans un tumulus de forme sub-circulaire, étagé sur deux gradins concentriques contenus, côté extérieur, par un un parement constitué de blocs sur chant. Il est constitué de petites plaquettes en granite. La chambre était précédée d'un couloir jusqu'en bordure du tumulus.
La fouille de l'édifice n'a livré qu'un petit matériel archéologique limité à des fragments de quartz taillés, des percuteurs en roche dure et un fragment de lame de hache. Les datations au radiocarbone de charbons prélevés dans le cairn indiquent une période comprise dans le dernier tiers du Ve millénaire av. J.-C. .
Un cercle d'environ 20 m de diamètre, formé de gros blocs, et comportant un monolithe en son centre (1,20 m de long sur 0,50 m de large), est visible à environ 30 m à l'ouest du dolmen.
Selon la tradition folklorique locale, le dolmen est « la maison de l'ogresse » (La Casa di l'Urca).

### Dolmen de Cellucia
Il a été édifié au sommet du Monte Revincu. Avant fouille, le dolmen était en grande partie masqué par la végétation. C'est un petit dolmen (environ 1 m2), sans couverture, délimité par quatre orthostates, ouvrant au sud-est. Il est précédé d'un petit vestibule prolongé d'un couloir, délimité par deux longues dalles parallèles, et dont l'extrémité comporte un seuil. L'ensemble est inclus dans un périsatlithe constitué de petites dalles. Le mobilier recueilli au cours de la fouille comprend des tessons d'une céramique polie, trois lames de haches (dont une en éclogite d'origine alpine) entièrement polies et symétriques d'une facture soignée, seize pendeloques taillées dans une roche dure de couleur vert clair et polies. La datation au radiocarbone des charbons de bois découvert dans le couloir correspond à une période comprise dans le dernier tiers du Ve millénaire av. J.-C..
Un petit menhir est dressé à environ 25 m au sud-est du dolmen sur une plateforme rectangulaire (d'environ 1 m2) compartimentée, prolongée au nord-ouest par un arc de cercle d'environ environ 1,50 m de longueur. Le menhir est constitué d'une dalle d'orthogneiss de forme oblongue, biseautée au sommet.

### Coffres mégalithiques
Sur les dix coffres mégalithiques identifiés dans le périmètre du site quatre coffres ont été fouillés.
Les coffres A et B ont été édifiés au niveau du col de Tozzola à 60 m au nord-est de la Casa di l'Urca. Le coffre A est de forme rectiligne, allongé et délimité par des blocs de faible dimension (maximum 0,30 m de hauteur). Il comporte un cloisonnement intérieur. Le coffre B est situé à 30 m plus à l'est contre un petit chaos rocheux en rupture de pente. Il est constitué de cinq blocs longilignes délimitant une aire de 2,5 m2 incluse dans un tertre ovale de 5 à 8 m de diamètre. Sa fouille a permis d'y recueillir une armature de flèche à pédoncule et ailerons datée du Chalcolithique terrinien (entre le milieu du IVe millénaire av. J.-C. et la fin du IIIe millénaire av. J.-C.).
Le coffre C est situé à environ 25 m au sud de la Casa di l'Urcu dans un tumulus de 6 m de diamètre. Il est délimité par des dalles en orthogneiss très érodées et sa superficie atteint 4 m2. Sa fouille a livré un mobilier lithique comprenant une belle lamelle en obsidienne et une armature de flèche en rhyolite. Une datation au radiocarbone d'un charbon de bois retrouvé sur place indique une période comprise dans le dernier tiers du Ve millénaire av. J.-C..
Le coffre D et une structure plus  du même type baptisée D' ont été édifiés, ainsi qu'une dizaine d'autres structures similaires, dans la zone d'habitat du site.

## Village néolithique

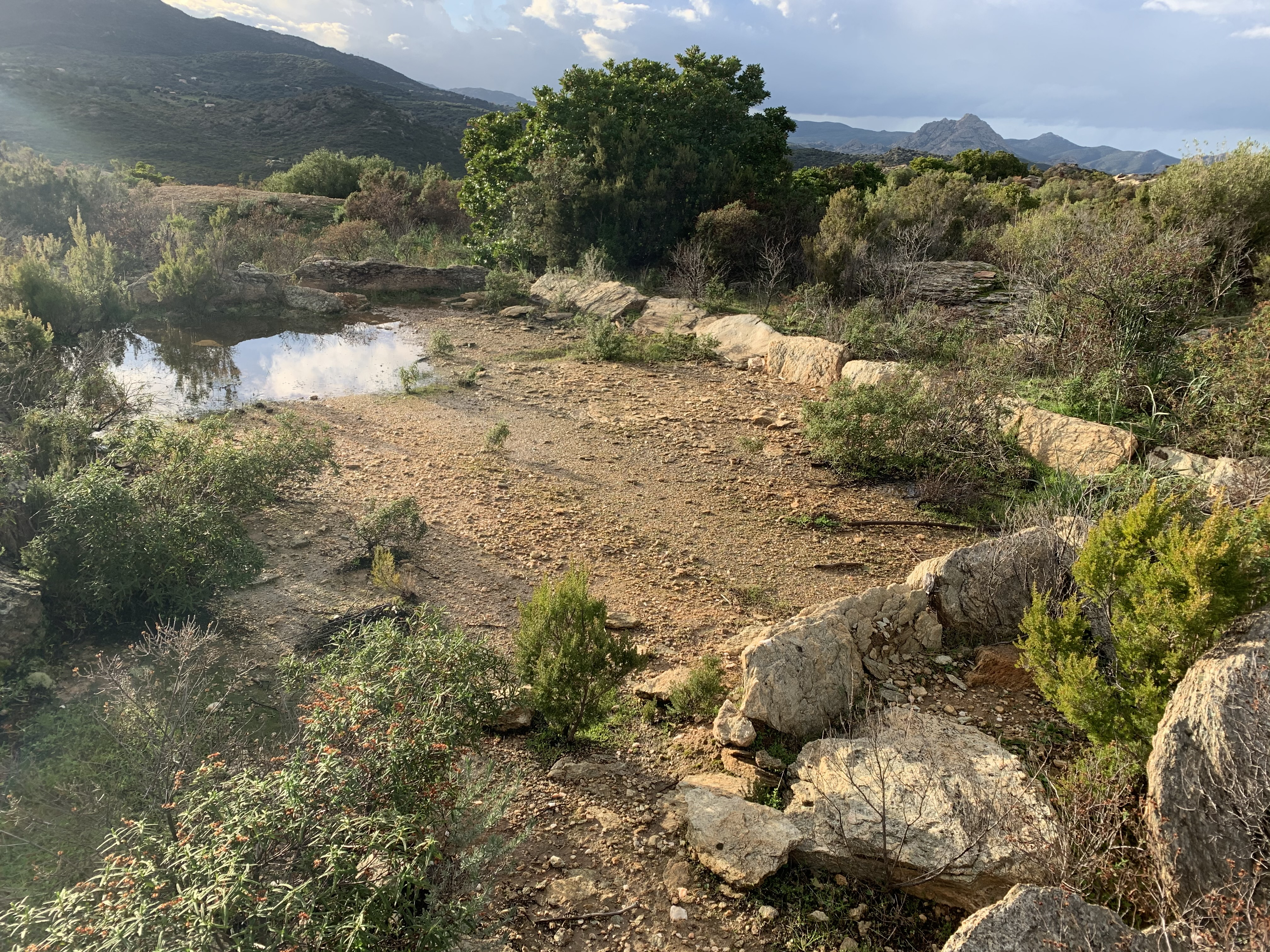
Structure d'habitat.

Les structures d'habitat ont été édifiées au centre du site sur la Cima di Suarello. Parmi les trente-six structures aménagées qui ont été reconnues, huit ont été fouillées complètement ou partiellement. Elles sont délimitées par des dalles plantées de chant qui ne dépassent du sol actuel que d'une dizaine de centimètres, ce qui les rend difficiles à repérer et il est probable que d'autres structures soient demeurées masquées par la végétation. Ces structures sont de forme rectangulaire, elles sont orientées nord-est/sud-ouest et leur superficie est comprise entre 25 m2 et 130 m2. L'aménagement le plus fréquent correspond à deux niveaux d'empierrement de type radier, soit sous la forme de petites dalles jointives formant un pavement plus ou moins régulier, soit sous la forme d'un cailloutis très dense et soigneusement agencé. La construction de ces lits de pierre a parfois permis de compenser la déclivité du sol. Ils devaient être surmontés d'une couche de terre désormais disparue du fait de l'érosion. Certaines plates-formes disposent d'un cloisonnement interne. La structure no 8 comporte un dispositif de drainage des écoulements dans le sens de la pente. Des trous de poteaux ont été reconnus sur plusieurs plates-formes et des traces de parois en matériaux périssables ont été découvertes.
Le mobilier archéologique recueilli lors des fouilles est assez pauvre au regard des superficies fouillées. Il est principalement constitué d'éléments lithiques et d'une céramique très fragmentée. Le mobilier lithique est très majoritairement constitué d'objets en quartz, d'origine local, dont plusieurs filons sont visibles dans les environs immédiats, et dans une moindre mesure d'outils importés (rhyolite, fragments de silex et d'obsidienne) à l'état de produits finis. L'outillage en roche polie est peu représenté (six lames de haches ou d'herminettes de petites dimensions). La céramique découverte est abondante, fortement homogène mais très fragmentaire et aucune poterie n'a pu être reconstituée.
La nature du mobilier archéologique découvert conduit à considérer que ces bâtiments étaient liés à des activités domestiques diversifiées. Un charbon de bois recueilli lors des fouilles a été daté au radiocarbone d'une période comprise entre 4340 et 4073 av. J.-C..